# Cantleya corniculata
Cantleya corniculata là một loài thực vật có hoa trong họ Stemonuraceae. Loài này được (Becc.) R.A.Howard mô tả khoa học đầu tiên năm 1940.